# People Like Us (1980)
People Like Us é um filme australiano de 1980 sobre cinco famílias que vivem nos subúrbios a oeste de Sydney. Foi o piloto de uma série de televisão que não aconteceu.